# Stenocoptoeme zamioides
Stenocoptoeme zamioides là một loài bọ cánh cứng trong họ Cerambycidae.